# Paul Chun Pui
Paul Chun Pui of Chun Pui (Shanghai, 17 mei 1945) (jiaxiang: Jiangsu, Suzhou) is de acteursnaam van Chiang Ch'ang-Nien/姜昌年. Hij is een Chinees acteur. Momenteel werkt hij voor de Hongkongse televisiezender TVB. Zijn broertje John Chiang Dai-Wei werkt ook voor TVB. Chun Pui's ouders waren acteurs. Zijn vader heet Chiang Ke-Ch'i/姜克琪 (acteursnaam: Yan Hua/嚴化) en zijn moeder heet Hong Wei/紅薇.
Chun Pui's moeder is van Mantsjoe-Mongoolse afkomst. De oma van zijn moeders kant was een Mongoolse prinses en de opa van zijn moeders kant is van adellijke Mantsjoe afkomst. Toentertijd mochten Mantsjoes niet met Han-Chinezen trouwen, waardoor zijn opa met een Mongoolse vrouw trouwde.
Zijn acteercarrière begon toen hij drie jaar oud was. Hij speelde een kinderrol in een Beijingse film. Hij heeft één zoon (Benji Chiang Man-Kit 姜文傑) en één dochter, Lesley Chiang. Toen zijn kinderen jong waren, ging zijn vrouw van hem scheiden. Zijn zoon werkt nu ook voor TVB.

## Filmografie
- Show Me the Happy (2010) - Kot Yat-dou
- Echoes of the Rainbow (2010)
- Don Quixote (2010)
- Born Rich 富貴門 (2009) - Chow Shu-Shing 周信誠
- Black & White 痞子英雄 (2009) - Hoofd van San-Lian Hui 老頭（三聯會）
- Shinjuku Incident 新宿事件 (2009)
- Pages of Treasures (2008) - Fong Hok Man
- The Silver Chamber of Sorrows (2008) - Sheung Hang
- Wasabi Mon Amour (2008) - Ko Shau
- Life Art (2007) - Yum Ching-cheun
- Glittering Days (2006) - Chu Dai-gut
- Love Guaranteed (2006) - Kwok Sing
- Karmic Mahjong (2006) - Qin Long-sheng
- Life Made Simple (2005) - Chung Kam-Wing
- Love Bond (2005) - Gei Tin-man
- PaPa Loves You (2004) - Professor Mak
- Lost in Time (2003) - Siu Wai's Dad
- Family Man (2002) (televisieseries) - Ko Hai
- China Strike Force (2000) - Sheriff Lin
- The Teacher Without Chalk (2000)
- Don't Look Back... Or You'll Be Sorry!! (2000) - Elvis Siu
- At the Threshold of An Era II (2000)
- Fist of Legend (1994)